# Trivium (együttes)
A Trivium nevű együttes egy 2000-ben alakult, kezdetben metalcore-t játszó floridai csapat.
Nevüket a Septem Artes Liberates középkori tanítási rendszer első fokáról vették. Első kiadványuk egy 2003-ban kiadott Demo volt, melyre a német LifeForce kiadó felfigyelt és még abban az évben ki tudták adni első nagylemezüket Ember To Inferno címmel. A következő albumuk két évvel később, 2005 elején jelent meg Ascendancy néven, de már a  Roadrunner Records kiadó gondozásában, melynek köszönhetően az album eljutott a világ összes tájára. Az Ascendancy lemeznek sikere volt az egész világon, főleg Amerikában és Angliában. Az albumról öt szám lett kiválasztva a klipkészítésre, a „Like Light To The Flies”, „A Gunshot To The Head Of Trepidation”, „Pull Harder On The Strings Of Your Martyr”, „Rain” és a „Dying In Your Arms”.
A 2006-os évben számos díj elnyerése után (például Golden Gods Award díjak: Golden God – Matt Heafy, Best Drummer – Travis Smith, Best Live Band – Trivium) kiadták új albumukat The Crusade címen.

## Tagok

### Jelenlegi tagok
- Matt Heafy – vokál, gitár
- Corey Beaulieu – gitár, háttérvokál
- Alex Bent – dobok
- Paolo Grigoletto – basszusgitár, háttérvokál

### Régi tagok
- Paul Wandtke – dob (2016)
- Mat Madiro – dob (2014-2015)
- Nick Augusto – dob (2009-2014)
- Travis Smith – dob (1999–2010)
- Brent Young – gitár (1999-2001), basszusgitár (2001-2004)
- Brad Lewter – vokál (1999)
- Jarred Bonaparte – basszusgitár (1999)
- Erxhan – gitár (1999)
- Matt Schuler – gitár (1999)

## Diszkográfia
- 2003 – Ember To Inferno (Lifeforce Records)
- 2005 – Ascendancy (Roadrunner Records)
- 2006 – The Crusade (Roadrunner Records)
- 2008 – Shogun (Roadrunner Records)
- 2011 – In Waves (Roadrunner Records)
- 2013 – Vengeance Falls (Roadrunner Records)
- 2015 – Silence in the Snow (Roadrunner Records)
- 2017 – The Sin and the Sentence (Roadrunner Records)
- 2020 – What the Dead Men Say (Roadrunner Records)
- 2021 – In the Court of the Dragon (Roadrunner Records)

## Videóklipek
- Like Light To The Flies
- Pull Harder On The Strings Of Your Martyr
- A Gunshot To The Head Of Trepidation
- Dying In Your Arms
- Rain
- Anthem (We Are The Fire)
- Entrance Of The Conflagration
- The Rising
- To The Rats
- Becoming The Dragon
- Down From The Sky
- Throes Of Perdition
- In Waves
- Built To Fall
- Watch The World Burn
- Shattering The Skies Above
- Strife
- Through Blood And Dirt And Bone
- Silence In The Snow
- Dead And Gone
- Blind Leading The Blind
- Until The World Goes Cold
- The Sin And The Sentence
- The Heart From Your Hate
- Thrown Into The Fire
- Beyond Oblivion
- Endless Night
- Catastrophist
- What The Dead Men Say